# فورتوناتو بينافايدز
فورتوناتو بينافايدز (بالإنجليزية: Fortunato Benavides)‏ هو محامي وقاضي أمريكي، ولد في 3 فبراير 1947 في ميشن في الولايات المتحدة.

## وصلات خارجية
- فورتوناتو بينافايدز على موقع إن إن دي بي (الإنجليزية)